# Tomasz Guzik
Tomasz Jan Guzik (ur. 8 marca 1974 w Krakowie) – polski lekarz, profesor nauk medycznych.

## Życiorys
W 1998 ukończył studia medyczne w Collegium Medicum Uniwersytetu Jagiellońskiego, w 2000 obronił pracę doktorską pt. Kolonizacja przez Staphylococcus aureus w atopowym zapaleniu skóry napisaną pod kierunkiem Juliusza Pryjmy. W 2004 habilitował się na podstawie oceny dorobku naukowego i pracy Badania produkcji anionu ponadtlenkowego oraz dysfunkcji śródbłonka w naczyniach krwionośnych u chorych z miażdżycą. W 2005 uzyskał specjalizację w zakresie chorób wewnętrznych, w 2010 z alergologii. W 2009 otrzymał tytuł profesora nauk medycznych. Jest kierownikiem Katedry i Kliniki Chorób Wewnętrznych i Medycyny Wsi CM UJ oraz ordynatorem I Oddziału Chorób Wewnętrznych i Alergologii w Szpitalu Specjalistycznym im. J. Dietla w Krakowie. Był prezesem Polskiego Towarzystwa Badań nad Miażdżycą (od 2010) oraz Towarzystwa Internistów Polskich (2012-2016). Od 2018 roku pełni funkcję redaktora naczelnego czasopisma „Cardiovascular Research", wydawanego przez Europejskie Towarzystwo Kardiologiczne (ang. European Society of Cardiology - ESC).
Na dorobek naukowy T. Guzika składa się szereg opracowań oryginalnych publikowanych m.in. w czasopismach takich jak „Journal of Experimental Medicine”, „Circulation", „European Heart Journal”, „Journal of the American College of Cardiology”, „Hypertension" oraz „Circulation Research”.
W 2010 otrzymał Nagrodę Fundacji na rzecz Nauki Polskiej za badania dotyczące roli limfocytów T w powstawaniu nadciśnienia tętniczego krwi, związanego z dysfunkcją śródbłonka naczyniowego oraz Nagrodę Polskiej Akademii Umiejętności im. Tadeusza Browicza „za oryginalne i nowatorskie badania nad mechanizmami stresu oksydacyjnego w naczyniach krwionośnych w chorobie niedokrwiennej serca".